# Федоровщина (Псковська область)
Федоровщина (рос. Фёдоровщина) — присілок в Псковському районі Псковської області Російської Федерації.
Населення становить 144 особи. Входить до складу муніципального утворення Логозовська волость.

## Історія
Від 2015 року входить до складу муніципального утворення Логозовська волость.

## Населення
| 2001 | 2002 | 2010 | 2012 |
| ---- | ---- | ---- | ---- |
| 137  | ▲156 | ▼132 | ▲144 |